# Lekkoatletyka na Letnich Igrzyskach Olimpijskich 2016 – bieg na 400 m mężczyzn
Bieg na 400 metrów mężczyzn – jedna z konkurencji biegowych rozgrywanych podczas XXXI Igrzysk Olimpijskich w Rio de Janeiro. Zmagania odbyły się pomiędzy 12–14 sierpnia na Stadionie Olimpijskim.
Tytułu mistrzowskiego z poprzednich igrzysk nie obronił Kirani James.
W zawodach wzięło udział 53 zawodników z 33 państw.

## Terminarz
Opracowano na podstawie materiału źródłowego.

Wszystkie godziny podane są w czasie brazylijskim (UTC-03:00) oraz polskim (CEST).
| Data             | Godzina rozpoczęcia | Godzina rozpoczęcia |            |
| Data             | UTC-03:00           | CEST                |            |
| ---------------- | ------------------- | ------------------- | ---------- |
| 12 sierpnia 2016 | 21:05               | 02:05               | Eliminacje |
| 13 sierpnia 2016 | 20:30               | 01:30               | Półfinały  |
| 14 sierpnia 2016 | 22:00               | 03:00               | Finał      |

## Statystyka

### Rekordy

#### Przed zawodami
W poniższej tabeli przedstawiono rekord świata i olimpijski, rekordy poszczególnych kontynentów oraz najlepszy rezultat na świecie w 2016 roku.
|                                                      | Zawodnik          | Wynik | Miejsce | Data                  |
| ---------------------------------------------------- | ----------------- | ----- | ------- | --------------------- |
| Rekord świata                                        | Michael Johnson   | 43,18 | Sewilla | 26 sierpnia 1999(dts) |
| Rekord olimpijski                                    | Michael Johnson   | 43,49 | Atlanta | 29 lipca 1996(dts)    |
| Rekord Afryki                                        | Wayde van Niekerk | 43,48 | Pekin   | 26 sierpnia 2015(dts) |
| Rekord Ameryki Południowej                           | Sanderlei Parrela | 44,29 | Sewilla | 26 sierpnia 1999(dts) |
| Rekord Ameryki Północnej                             | Michael Johnson   | 43,18 | Sewilla | 26 sierpnia 1999(dts) |
| Rekord Australii i Oceanii                           | Darren Clark      | 44,38 | Seul    | 26 września 1988(dts) |
| Rekord Azji                                          | Youssef Masrahi   | 43,93 | Pekin   | 23 sierpnia 2015(dts) |
| Rekord Europy                                        | Thomas Schönlebe  | 44,33 | Rzym    | 3 września 1987(dts)  |
| Najlepszy wynik na listach światowych w sezonie 2016 | LaShawn Merritt   | 43,97 | Eugene  | 3 lipca 2016(dts)     |

#### Po zawodach
Opracowano na podstawie materiału źródłowego.
|               | Zawodnik          | Wynik | Data        |
| ------------- | ----------------- | ----- | ----------- |
| Rekord świata | Wayde van Niekerk | 43,03 | 14 sierpnia |

### Najlepsze wyniki na świecie
Poniższa tabela przedstawia 10 najlepszych rezultatów na świecie w sezonie 2016 tuż przed rozpoczęciem zawodów.
| Poz. | Zawodnik          | Reprezentacja     | Wynik | Data        | Miejsce      |
| ---- | ----------------- | ----------------- | ----- | ----------- | ------------ |
| 1.   | LaShawn Merritt   | Stany Zjednoczone | 43,97 | 3 lipca     | Eugene       |
| 2.   | Kirani James      | Grenada           | 44,08 | 29 kwietnia | Des Moines   |
| 3.   | Wayde van Niekerk | Południowa Afryka | 44,11 | 6 maja      | Bloemfontein |
| 4.   | Baboloki Thebe    | Botswana          | 44,22 | 21 maja     | Gaborone     |
| 5.   | Tony McQuay       | Stany Zjednoczone | 44,24 | 2 lipca     | Eugene       |
| 6.   | Machel Cedenio    | Trynidad i Tobago | 44,34 | 15 lipca    | Monako       |
| 7.   | Bralon Taplin     | Grenada           | 44,38 | 15 lipca    | Monako       |
| 8.   | Steven Gardiner   | Bahamy            | 44,46 | 25 czerwca  | Nassau       |
| 9.   | Ali Chamis Abbas  | Bahrajn           | 44,55 | 29 maja     | Płowdiw      |
| 10.  | Nery Brenes       | Kostaryka         | 44,60 | 23 czerwca  | Madryt       |

Pogrubioną czcionką oznaczono zawodników, którzy wystartowali w zawodach.

## Wyniki

### Eliminacje
Awans: Dwóch najszybszych zawodników z każdego biegu (Q) i czterech z najlepszymi czasami wśród przegranych (q).
Opracowano na podstawie materiału źródłowego.

#### Bieg 1.
| Pozycja | Tor | Zawodnik               | Reprezentacja     | Czas reakcji (s) | Czas  | Uwagi |
| ------- | --- | ---------------------- | ----------------- | ---------------- | ----- | ----- |
| 1.      | 2   | Machel Cedenio         | Trynidad i Tobago | 0,179            | 44,98 | Q     |
| 2.      | 7   | Gil Roberts            | Stany Zjednoczone | 0,168            | 45,27 | Q     |
| 3.      | 4   | Yoandys Lescay         | Kuba              | 0,199            | 45,36 | Q,    |
| 4.      | 6   | Fitzroy Dunkley        | Jamajka           | 0,176            | 45,66 |       |
| 5.      | 3   | Kevin Borlée           | Belgia            | 0,138            | 45,90 |       |
| 6.      | 5   | Alberth Bravo          | Wenezuela         | 0,205            | 46,15 |       |
| 7.      | 1   | Alex Lerionka Sampao   | Kenia             | 0,199            | 46,62 |       |
| 8.      | 8   | Ousseini Djibo Idrissa | Niger             | 0,173            | 50,06 |       |

#### Bieg 2.
| Pozycja | Tor | Zawodnik       | Reprezentacja | Czas reakcji (s) | Czas  | Uwagi   |
| ------- | --- | -------------- | ------------- | ---------------- | ----- | ------- |
| 1.      | 4   | Bralon Taplin  | Grenada       | 0,162            | 45,15 | Q       |
| 2.      | 2   | Nery Brenes    | Kostaryka     | 0,151            | 45,53 | Q       |
| 3.      | 7   | Karabo Sibanda | Botswana      | 0,166            | 45,56 | Q       |
| 4.      | 1   | Matteo Galvan  | Włochy        | 0,154            | 46,07 |         |
| 5.      | 3   | Raymond Kibet  | Kenia         | 0,234            | 46,15 |         |
| 6.      | 6   | Mehboob Ali    | Pakistan      | 0,212            | 48,37 |         |
| 7.      | 8   | Bachir Mahamat | Czad          | 0,188            | 48,59 |         |
| –       | 5   | Anas Biszr     | Egipt         | 0,141            | DSQ   | R163.3a |

#### Bieg 3.
| Pozycja | Tor | Zawodnik                 | Reprezentacja             | Czas reakcji (s) | Czas  | Uwagi   |
| ------- | --- | ------------------------ | ------------------------- | ---------------- | ----- | ------- |
| 1.      | 7   | Wayde van Niekerk        | Południowa Afryka         | 0,147            | 45,26 | Q       |
| 2.      | 2   | Luguelín Santos          | Dominikana                | 0,148            | 45,61 | Q       |
| 3.      | 8   | Javon Francis            | Jamajka                   | 0,172            | 45,88 | Q       |
| 4.      | 6   | Jonathan Borlée          | Belgia                    | 0,162            | 46,01 |         |
| 5.      | 3   | Alfas Kishoyan           | Kenia                     | 0,147            | 46,74 |         |
| 6.      | 5   | Brandon Valentine-Parris | Saint Vincent i Grenadyny | 0,144            | 47,62 |         |
| –       | 4   | Alonzo Russell           | Bahamy                    | 0,159            | DSQ   | R163.3a |

#### Bieg 4.
| Pozycja | Tor | Zawodnik            | Reprezentacja                      | Czas reakcji (s) | Czas  | Uwagi |
| ------- | --- | ------------------- | ---------------------------------- | ---------------- | ----- | ----- |
| 1.      | 5   | Lalonde Gordon      | Trynidad i Tobago                  | 0,153            | 45,24 | Q     |
| 2.      | 4   | Luka Janežič        | Słowenia                           | 0,148            | 45,33 | Q     |
| 3.      | 6   | Baboloki Thebe      | Botswana                           | 0,155            | 45,41 | Q     |
| 4.      | 1   | Chris Brown         | Bahamy                             | 0,147            | 45,56 | SB    |
| 5.      | 2   | Martyn Rooney       | Wielka Brytania                    | 0,154            | 45,60 |       |
| 6.      | 7   | Julian Jrummi Walsh | Japonia                            | 0,149            | 46,37 |       |
| 7.      | 8   | Gustavo Cuesta      | Dominikana                         | 0,143            | 46,92 |       |
| 8.      | 3   | James Chiengjiek    | Olimpijska reprezentacja uchodźców | 0,213            | 52,89 |       |

#### Bieg 5.
| Pozycja | Tor | Zawodnik           | Reprezentacja     | Czas reakcji (s) | Czas  | Uwagi |
| ------- | --- | ------------------ | ----------------- | ---------------- | ----- | ----- |
| 1.      | 8   | LaShawn Merritt    | Stany Zjednoczone | 0,235            | 45,28 | Q     |
| 2.      | 3   | Abdelalelah Haroun | Katar             | 0,190            | 45,76 | Q     |
| 3.      | 6   | Isaac Makwala      | Botswana          | 0,242            | 45,91 | Q     |
| 4.      | 2   | Witalij Butrym     | Ukraina           | 0,166            | 45,92 |       |
| 5.      | 4   | Donald Sanford     | Izrael            | 0,163            | 46,06 |       |
| 6.      | 5   | Deon Lendore       | Trynidad i Tobago | 0,201            | 46,15 |       |
| 7.      | 7   | Hederson Estefani  | Brazylia          | 0,234            | 46,68 |       |

#### Bieg 6.
| Pozycja | Tor | Zawodnik             | Reprezentacja     | Czas reakcji (s) | Czas  | Uwagi   |
| ------- | --- | -------------------- | ----------------- | ---------------- | ----- | ------- |
| 1.      | 6   | Kirani James         | Grenada           | 0,156            | 44,93 | Q       |
| 2.      | 5   | Rusheen McDonald     | Jamajka           | 0,179            | 45,22 | Q,      |
| 3.      | 2   | Matthew Hudson-Smith | Wielka Brytania   | 0,142            | 45,26 | Q       |
| 4.      | 3   | David Verburg        | Stany Zjednoczone | 0,167            | 45,48 | Q       |
| 5.      | 7   | Winston George       | Gujana            | 0,186            | 45,77 |         |
| 6.      | 8   | Diego Palomeque      | Kolumbia          | 0,159            | 46,48 |         |
| –       | 4   | Abbas Abu Bakr       | Bahrajn           | 0,192            | DSQ   | R163.3a |

#### Bieg 7.
| Pozycja | Tor | Zawodnik            | Reprezentacja | Czas reakcji (s) | Czas  | Uwagi |
| ------- | --- | ------------------- | ------------- | ---------------- | ----- | ----- |
| 1.      | 7   | Ali Chamis Abbas    | Bahrajn       | 0,161            | 45,12 | Q     |
| 2.      | 1   | Steven Gardiner     | Bahamy        | 0,149            | 45,24 | Q     |
| 3.      | 8   | Liemarvin Bonevacia | Holandia      | 0,142            | 45,49 | Q     |
| 4.      | 5   | Rafał Omelko        | Polska        | 0,177            | 45,54 | q     |
| 5.      | 4   | Pavel Maslák        | Czechy        | 0,183            | 45,54 | q     |
| 6.      | 6   | Mohammad Anas       | Indie         | 0,158            | 45,95 |       |
| 7.      | 2   | Orukpe Erayokan     | Nigeria       | 0,180            | 47,42 | SB    |
| 8.      | 3   | Yūzō Kanemaru       | Japonia       | 0,144            | 48,38 |       |

### Półfinały
Awans: Dwóch najszybszych zawodników z każdego biegu (Q) oraz dwóch z najlepszymi czasami wśród przegranych (q).
Opracowano na podstawie materiału źródłowego.

#### Bieg 1.
| Pozycja | Tor | Zawodnik            | Reprezentacja     | Czas reakcji (s) | Czas  | Uwagi |
| ------- | --- | ------------------- | ----------------- | ---------------- | ----- | ----- |
| 1.      | 4   | Kirani James        | Grenada           | 0,144            | 44,02 | Q,    |
| 2.      | 6   | LaShawn Merritt     | Stany Zjednoczone | 0,271            | 44,21 | Q     |
| 3.      | 2   | Karabo Sibanda      | Botswana          | 0,174            | 44,47 | Q,    |
| 4.      | 7   | Luguelín Santos     | Dominikana        | 0,155            | 44,71 | SB    |
| 5.      | 1   | Javon Francis       | Jamajka           | 0,170            | 44,96 |       |
| 6.      | 5   | Nery Brenes         | Kostaryka         | 0,181            | 45,02 |       |
| 7.      | 8   | Liemarvin Bonevacia | Holandia          | 0,166            | 45,03 | SB    |
| 8.      | 3   | Lalonde Gordon      | Trynidad i Tobago | 0,157            | 45,13 |       |

#### Bieg 2.
| Pozycja | Tor | Zawodnik           | Reprezentacja     | Czas reakcji (s) | Czas  | Uwagi |
| ------- | --- | ------------------ | ----------------- | ---------------- | ----- | ----- |
| 1.      | 5   | Machel Cedenio     | Trynidad i Tobago | 0,243            | 44,39 | Q     |
| 2.      | 3   | Wayde van Niekerk  | Południowa Afryka | 0,156            | 44,45 | Q     |
| 3.      | 2   | Pavel Maslák       | Czechy            | 0,185            | 45,06 | SB    |
| 4.      | 6   | Luka Janežič       | Słowenia          | 0,154            | 45,07 | NR    |
| 5.      | 1   | David Verburg      | Stany Zjednoczone | 0,159            | 45,61 |       |
| 6.      | 4   | Rusheen McDonald   | Jamajka           | 0,182            | 46,12 |       |
| 7.      | 7   | Abdelalelah Haroun | Katar             | 0,173            | 46,66 |       |
| –       | 8   | Baboloki Thebe     | Botswana          | —                | —     | DNS   |

#### Bieg 3.
| Pozycja | Tor | Zawodnik             | Reprezentacja     | Czas reakcji (s) | Czas  | Uwagi |
| ------- | --- | -------------------- | ----------------- | ---------------- | ----- | ----- |
| 1.      | 6   | Bralon Taplin        | Grenada           | 0,171            | 44,44 | Q     |
| 2.      | 8   | Matthew Hudson-Smith | Wielka Brytania   | 0,143            | 44,48 | Q,    |
| 3.      | 3   | Ali Chamis Abbas     | Bahrajn           | 0,145            | 44,49 | q,    |
| 4.      | 4   | Gil Roberts          | Stany Zjednoczone | 0,151            | 44,65 | SB    |
| 5.      | 5   | Steven Gardiner      | Bahamy            | 0,156            | 44,72 |       |
| 6.      | 7   | Yoandys Lescay       | Kuba              | 0,216            | 45,00 | PB    |
| 7.      | 2   | Rafał Omelko         | Polska            | 0,164            | 45,28 |       |
| 8.      | 1   | Isaac Makwala        | Botswana          | 0,173            | 46,60 |       |

### Finał
Opracowano na podstawie materiału źródłowego.
| Pozycja | Tor | Zawodnik             | Reprezentacja     | Czas reakcji (s) | Czas  | Uwagi |
| ------- | --- | -------------------- | ----------------- | ---------------- | ----- | ----- |
| 01 !    | 8   | Wayde van Niekerk    | Południowa Afryka | 0,181            | 43,03 | WR    |
| 02 !    | 6   | Kirani James         | Grenada           | 0,134            | 43,76 | SB    |
| 03 !    | 5   | LaShawn Merritt      | Stany Zjednoczone | 0,204            | 43,85 | SB    |
| 4.      | 3   | Machel Cedenio       | Trynidad i Tobago | 0,203            | 44,01 | NR    |
| 5.      | 1   | Karabo Sibanda       | Botswana          | 0,164            | 44,25 | PB    |
| 6.      | 2   | Ali Chamis Abbas     | Bahrajn           | 0,148            | 44,36 | NR    |
| 7.      | 4   | Bralon Taplin        | Grenada           | 0,181            | 44,45 |       |
| 8.      | 7   | Matthew Hudson-Smith | Wielka Brytania   | 0,138            | 44,61 |       |